# Długie Jezioro (powiat wejherowski)
Długie Jezioro (również Jezioro Czarne lub Okuniewo Małe) – niewielkie jezioro północnego krańca Pojezierza Kaszubskiego, położone w Polsce w województwie pomorskim, w powiecie wejherowskim, w gminie Szemud, na terenie Trójmiejskiego Parku Krajobrazowego.